# Braunsapis flaviventris
Braunsapis flaviventris är en biart som beskrevs av Reyes 1991. Braunsapis flaviventris ingår i släktet Braunsapis och familjen långtungebin. Inga underarter finns listade.